# 卡兹德沃沃
卡兹德沃沃（Kadzidłowo，德语：Einsiedeln）是波兰北部瓦爾米亞-馬祖里省皮什縣的一个村。它位于魯恰內尼達西北约9公里（6英里），皮什西北24公里（15英里），奥尔什丁以東66公里（41英里）。1945年之前，卡兹德沃沃是德国（東普魯士）的一部分。